# 成田晋也
成田晋也（なりたしんや）は、高エネルギー物理学の研究者。岩手大学理工学部教授。

## 略歴
- 岩手大学理工学部教授
- 2013年 - ILC立地評価会議[1]